# Sphecodes crassanus
Sphecodes crassanus är en biart som beskrevs av Warncke 1992. Sphecodes crassanus ingår i släktet blodbin, och familjen vägbin. Inga underarter finns listade i Catalogue of Life.